# 大目細歧鬚鱨
大目細歧鬚鱨，為輻鰭魚綱鯰形目倒立鯰科的其中一種，為熱帶淡水魚，分布於非洲加彭奧克維河流域，體長可達6.2公分，棲息在沙底質的森林溪流底中層水域，生活習性不明。